# البطولات الفرنسية 1946 (كرة مضرب)
قائمة بالبطولات الفرنسية لعام 1946 (المعروفة الآن باسم دورة رولان غاروس) :

## الكبار

### فردي رجال
مارسيل بيرنارد هزم  ياروسلاف دروبني, النتيجة:3-6 2-6 6-1 6-4 6-3

### فردي سيدات
مارغيريت أوسبورن هزمت  باوليني بيتز, النتيجة:1-6 8-6 7-5